# Ruch 8 Lipca
Ruch 8 Lipca albo Inicjatywa 8 Lipca – nazwa podjętego w 1989 roku politycznego przedsięwzięcia, mającego na celu zorganizowanie na nowo lewicy w PRL, w miejsce tracącej poparcie i wpływy Polskiej Zjednoczonej Partii Robotniczej. Swoją nazwę wziął od daty utworzenia.
Po opublikowaniu przez Adama Michnika 3 lipca 1989 w Gazecie Wyborczej artykułu „Wasz prezydent, nasz premier” pojawiły się różnorodne reakcje różnych środowisk; między innymi I sekretarz Komitetu Uczelnianego PZPR Uniwersytetu Warszawskiego rozesłał zaproszenia do grupy działaczy tzw. partyjnej inteligencji. Na spotkanie przyjechało około 80 osób (głównie z Warszawy, Krakowa, Katowic i Poznania), wśród nich m.in. prof. Jerzy Wiatr, Tomasz Nałęcz, Janusz Reykowski, Aleksander Kwaśniewski, Hieronim Kubiak, Andrzej Kurz, Andrzej Urbańczyk, Andrzej Kobielski, Leszek Jaśkiewicz, Danuta Waniek, Tadeusz Rosłanowski, Kazimierz Kik (utworzyli oni zespół koordynacyjno-redakcyjny, który stworzył dokument programowy „Inicjatywy 8 Lipca”) oraz Zbysław Rykowski.
Uczestnicy spotkania uznali, że najlepszym rozwiązaniem będzie doprowadzenie do rozwiązania PZPR i powołanie w jej miejsce nowej partii socjaldemokratycznej. Pół roku później, 27 stycznia 1990 rozpoczął się XI zjazd PZPR, podczas którego PZPR została rozwiązana, a jej miejsce zajęła utworzona 29 stycznia Socjaldemokracja Rzeczypospolitej Polskiej, której pierwszym przewodniczącym został uczestnik Inicjatywy 8 Lipca – Aleksander Kwaśniewski.